# Nuits
Nuits is een gemeente in het Franse departement Yonne (regio Bourgogne-Franche-Comté) en telt 407 inwoners (1999). De plaats maakt deel uit van het arrondissement Avallon.

## Geografie
De oppervlakte van Nuits bedraagt 11,7 km², de bevolkingsdichtheid is 34,8 inwoners per km².

## Verkeer en vervoer
In de gemeente ligt spoorwegstation Nuits-sous-Ravières.
De onderstaande kaart toont de ligging van Nuits met de belangrijkste infrastructuur en aangrenzende gemeenten.

## Demografie
Onderstaande figuur toont het verloop van het inwonertal (bron: INSEE-tellingen).
1. ↑  Populations de référence 2022.